# Cayetano Arellano

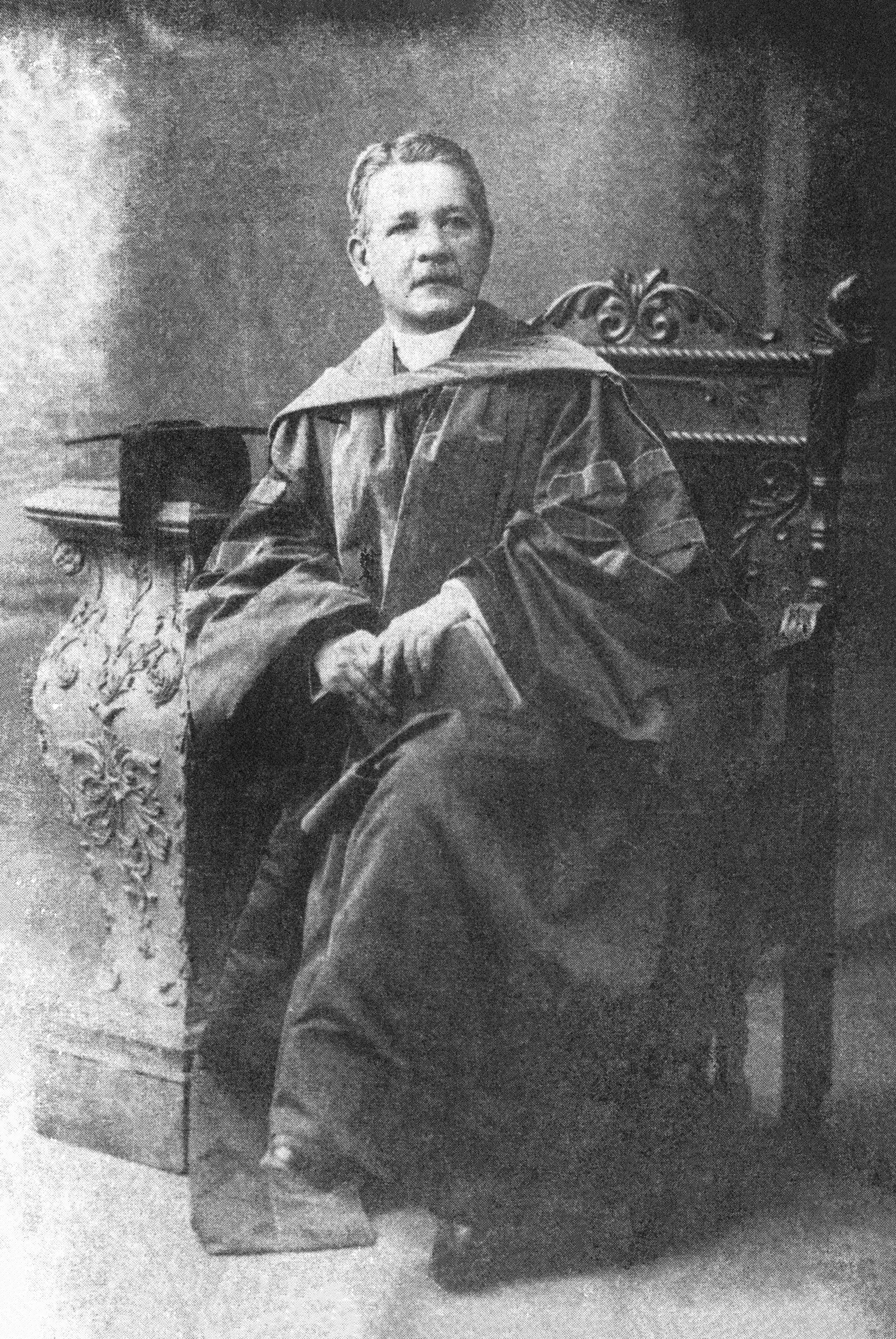
Cayetano Arellano

Cayetano Arellano (Orion, 2 maart 1847 - 23 december 1920) was een Filipijns jurist en van 1901 tot 1920 de eerste opperrechter van het Filipijnse hooggerechtshof.

## Biografie
Cayetano Arellano werd op 2 maart 1847 geboren als zoon van Don Servando Arellano, een Spanjaard en Crisfora Lonzon, een Filipina uit Bataan. Hij studeerde Filosofie aan de University of Santo Tomas, waar hij in 1862 zijn Bachelor-diploma behaalde. In 1867 behaalde hij er ook zijn Bachelor Theologie. Weer negen jaar later volgde een Bachelor-diploma Rechten. Na het behalen van zijn toelatingsexamen voor de Filipijnse balie accepteerde hij een baan als docent Civiel Recht aan de University of Santo Tomas.
In 1887 werd Arellano gekozen als raadslid in de stadsraad van Manilla. Aansluitend was hij vanaf 1889 lid van de Council of Administration. In 1983 werd hij benoemd als lid van de Provinciale Conventie waarin de Maura Law werd bediscussieerd, waaraan hij daaraan voorafgaand had meegeschreven. In 1895 werd hij benoemd als 'Magistrado Suplente' van de 'Audiencia Territorial van Manilla'. Daarna volgde een benoeming als lid van het raadgevend assemblee. Toen in 1896 de Filipijnse Revolutie uitbrak hield Arellano zich afzijdig.
Na de Filipijns-Amerikaanse Oorlog werd Arellano door de militair gouverneur-generaal Elwell Otis gevraagd om de Amerikanen te helpen met het reorganiseren en opnieuw opzetten van het rechtbanksysteem in het land en het opstellen van diverse wetten en procedures. Op 29 mei 1899 vaardigde Otis een order uit die de Audiencia als hoogste rechtsorgaan van het land weer in ere herstelde. Arellano werd aangesteld als opperrechter van dit nieuwe Audiencia. De Audiencia werd weer opgeheven toen op 11 juni 1901 het Filipijns hooggerechtshof samen twee andere rechtbanken werd opgericht. De eerst opperrechter werd Cayetano Arellano. Hoewel de meeste rechters van het hooggerechtshof de eerste jaren Amerikanen waren was de opperrechter altijd een Filipino. Het hooggerechtshof zou pas in 1917 formeel worden aangeduid als de hoogste rechtbank van het land.
Arellano bekleedde de functie van opperrechter van het hooggerechtshof tot zijn pensionering op 12 april 1920 is daarmee de langst dienende opperrechter uit de geschiedenis. Later dat jaar zou hij overlijden op 73-jarige leeftijd.